# Silicon City
Silicon City est un jeu vidéo indépendant développé par Polycorne. Sa sortie en accès anticipé est annoncée pour mars 2021 sur les plateformes Windows, Linux et OS X.

## Système de jeu
Le joueur prend le rôle du maire d'une ville et doit construire des infrastructures nécessaires à son développement tout en gérant son budget et en répondant aux besoins des citoyens qui viennent y habiter et travailler, générant une économie locale. Ces derniers sont sensibles en premier lieu aux opportunités de logement et à leur capacité à trouver un emploi, mais aussi à l’environnement, influencé par les zones industrielles et les espaces verts. Le trafic y joue un rôle important et le joueur doit entre autres savoir planifier ou ajuster les voies de circulations et des transports en commun au fil de l’évolution de sa cité.